# Elivagar Flumina

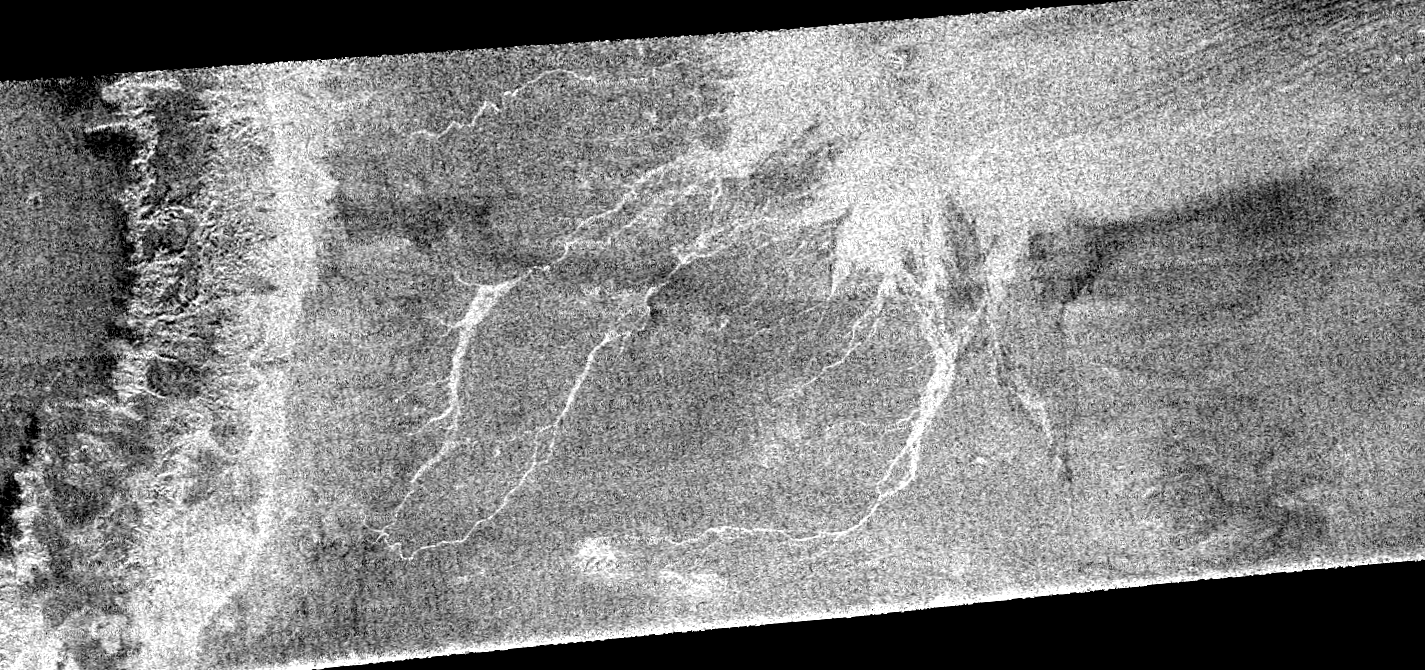
Elivagar Flumina. Ліворуч — край кратера Менрва. Світла область, у яку впадають русла, праворуч угорі переходить у поле дюн (темні смужки). Радарний знімок «Кассіні» (15 лютого 2005), ширина — 500 км

Порівняння двох радарних знімків. Відмінності є наслідком різного напрямку радарного променя та різної відстані зйомки. На одному знімку (зробленому 20 червня 2011) русла видно погано, але видно їх рельєф у місцях розширень. Ширина — 600 км

Elivagar Flumina (з латинської — «річки Елівагар») — одна з найбільших відомих річкових систем Титана. Утворена потоками рідких вуглеводнів (скоріш за все, метану), але нині суха, як і більшість річищ супутника. Ці русла досягають довжини 200 км і впадають у радарно-яскраву (ймовірно, вкриту їхніми наносами) область розміром близько 250×150 км. Знаходяться на північному заході темного регіону Фенсал, у світлій області біля східного краю великого кратера Менрва (координати центру — 19°18′ пн. ш. 78°30′ зх. д. / 19.3° пн. ш. 78.5° зх. д.).
Цей об'єкт отримав ім'я Елівагара — системи отруйних крижаних потоків у скандинавській міфології — згідно з рішенням Міжнародного астрономічного союзу називати русла на Титані іменами міфічних річок. Цю назву було затверджено МАС 27 вересня 2007 року. Русла Елівагар стали першою найменованою позаземною річковою системою. Друга така система — Vid Flumina — названа ім'ям одного з міфічних елівагарських потоків, хоча й не має стосунку до титаніанського Елівагара.

## Відкриття та дослідження
Всі існуючі на 2014 рік дані про цю річкову систему були отримані космічним апаратом «Кассіні». ЇЇ було відкрито на радарному знімку, зробленому 15 лютого 2005 року. 20 червня 2011 цю область було відзнято радаром вдруге (з гіршим розділенням). У більшості інфрачервоних знімків роздільна здатність ще нижча, і річищ на них не видно. Але 24 жовтня 2006 інструментом VIMS було отримано детальне інфрачервоне зображення (порівнянне за детальністю з радарними знімками) смуги поверхні шириною близько 15 км, що проходить через зону наносів Елівагара з північного заходу на південний схід. Самі русла в цю смугу не потрапили, крім невеликої ділянки одного з них (яке не потрапило, в свою чергу, на кращий радарний знімок).

## Опис
Русла Елівагару починаються в 20–30 км на схід від краю Менрви та тягнуться на північний схід, де впадають у радарно-світлу область розміром близько 250×150 км, яку інтерпретують як зону річкових наносів. На сході цієї області починається поле дюн.
Деякі з цих русел досягають довжини 210 км та ширини 7 км. У порівнянні з іншими річковими системами Титана це помірна довжина та досить велика ширина. Глибина русел точно не відома, але, судячи з наявних на 2008 рік даних (радарного знімку, де їх рельєфу не видно), навряд чи перевищує кілька десятків метрів. Однак на знімку 2011 року (з іншим кутом радарного опромінення) в деяких місцях розширення їх рельєф все ж видно. Русла звиваються, деінде меандрують, розгалужуються та зливаються, а перед впаданням у світлу область розширюються і утворюють дельти. Порядок річки (міра розгалуженості) у русел Елівагара дорівнює 2–3, що відносно небагато для річищ Титана (у русел регіону Ксанаду цей показник досягає 6–7).
На радарних знімках Елівагар (як й інші річища невисоких широт Титана) виглядає яскравим: у 2–3 рази яскравішим за свої околиці. Область, у яку впадають русла, виглядає яскравою не лише на радарних, а й на інфрачервоних знімках (довжина хвилі 930 нм); власне русел на них не видно через недостатню роздільну здатність. Річища та їх наноси (як і інші радіояскраві області Титана) примітні низькою яскравісною температурою на довжині хвилі радара «Кассіні» (2,17 см): вона у цих місцях на 6 градусів нижче, ніж в околицях. Але, ймовірно, це пояснюється не низькою справжньою (термодинамічною) температурою, а низьким коефіцієнтом теплового випромінювання, що пов'язане з високою відбивною здатністю.

## Інтерпретація
Велика яскравість русел на радарних знімках (принаймні, частково) є наслідком нерівності їх дна на масштабі порядку довжини хвилі радара «Кассіні» (2,17 см) — тобто, їх дно вкрите частками розміром у сантиметри або більше, а дрібніші винесено потоками. Мінімальну глибину річки, яка на це здатна, оцінюють у 0,1–1 м, а витрату рідини — в 103–104 кубометра на секунду. Останню величину можна оцінити і за довжиною хвилі меандрів (що має порядок 10 км), і ці оцінки добре узгоджуються одна з одною.
Судячи з напрямку русел, місцевість там має похил на північний схід. Судячи з наявності у цих русел меандрів, цей похил невеликий. За альтиметричними даними його оцінюють у 0,1 % (1 м на 1 км), проте ці дані є лише для частини цієї території.
Схильність галузитися і знову зливатися, а також маленька глибина, характерна для енергійних тимчасових потоків, які прокладають собі шлях не обов'язково в старому руслі. Таким чином, морфологія Елівагара вказує на те, що він утворений ефемерними річками, що іноді дають раптові повені в зазвичай сухій місцевості. З іншого боку, названі особливості русел можуть бути наслідком малого похилу поверхні. Але сухість місцевого клімату підтверджується і наявністю дюн в околицях.
Чи пов'язане виникнення річок з наявністю поблизу великого кратера, невідомо. Але поблизу різних височин (у тому числі валів кратерів) знаходиться і чимало інших русел Титана. Можливо, це наслідок орографічних дощів (височини змушують повітряний потік підійматися, охолоджуватися і давати опади). Крім того, є припущення, що Елівагар, як і ряд інших річищ Титана, живився не дощами. Своїм розташуванням біля великого кратера він нагадує менші системи русел біля кратерів Селк і Кса. Деякі дослідники припускають, що вони, на відміну від інших річкових систем супутника, утворені рідиною, що просочилася з-під поверхні (можливо, навіть із підземного океану), чому посприяли удари, що створили кратери. Це добре узгоджується з помірною довжиною, досить великою шириною і малою розгалуженістю цих систем русел.